# Las Pastillas del Abuelo (álbum)
Las Pastillas del Abuelo (conocido Disco Rojo) es el título del segundo álbum de estudio de la banda de rock argentina Las Pastillas del Abuelo, fue publicado en el año 2006.

## Listado de canciones
| N.º | Título                  | Duración |  |
| 1.  | «Oportunistas»          | 3:48     |  |
| 2.  | «Tantas escaleras»      | 5:03     |  |
| 3.  | «Candombe de resaca»    | 5:29     |  |
| 4.  | «Enano»                 | 4:50     |  |
| 5.  | «Por colectora»         | 3:55     |  |
| 6.  | «Amar y envejecer»      | 7:11     |  |
| 7.  | «Otra vuelta de tuerca» | 5:21     |  |
| 8.  | «Viejo»                 | 5:24     |  |
| 9.  | «Osiris»                | 5:57     |  |
| 10. | «Desde la postura»      | 5:28     |  |
| 11. | «Locura y realidad»     | 4:12     |  |
| 12. | «Historias»             | 4:30     |  |

Cortes de difusión
1. Oportunistas
2. Tantas Escaleras

## Ficha técnica
La producción artística es de Martin "Tucán" Bosa, la producción de guitarras de Juan "Piti" Fernández, y fue grabado en estudios Circo Beat, Tucansonic y Tres Elementos. Los arreglos musicales son de Las Pastillas del Abuelo, y la placa se editó con el sello de "Crack Discos".